# TT308
La tombe thébaine TT308 est située à Deir el-Bahari, dans la nécropole thébaine, située sur la rive ouest du Nil en face de Louxor.
La tombe est le lieu de sépulture de l'égyptienne Kemsit, épouse bien-aimée du roi, ornement du roi, ornement unique du roi, prêtresse d'Hathor sous le règne de Montouhotep II, sous la XIe dynastie. 

## Description

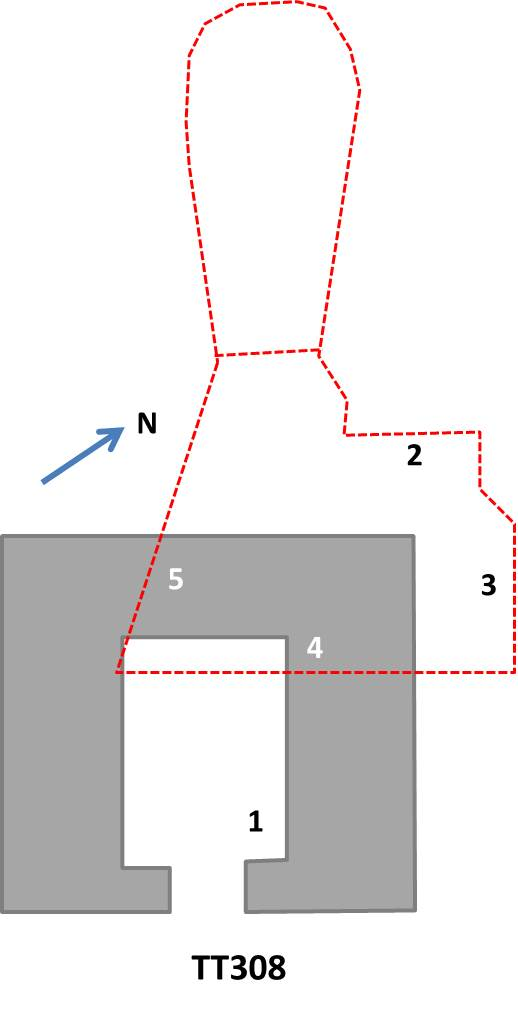